# Roland Reche
Roland Reche (ur. 22 sierpnia 1922 w Kluczborku, zm. 15 marca 2017) – polsko-niemiecki działacz społeczny oraz działacz na rzecz pojednania polsko-niemieckiego, Honorowy Obywatel Brzegu.

## Życiorys
Był synem działacza samorządowego Waldemara Reche, który od 1934 był skarbnikiem Brzegu, a następnie zastępcą burmistrza i wreszcie ostatnim przedwojennym burmistrzem Brzegu. Roland Reche egzamin maturalny zdał w 1939, mając 17 lat. W trakcie II wojny światowej służył w Kriegsmarine, zaś w 1945 jako jeniec trafił do obozu jenieckiego w Wielkiej Brytanii, gdzie przebywał do 1948. Następnie osiadł Plön i w 1972 założył wraz z córką – Polsko-Niemieckie Towarzystwo z siedzibą w Kilonii. Był wieloletnim przewodniczącym stowarzyszenia byłych mieszkańców Brzegu z siedzibą w Goslar – Bundesvereinugung der Brieger. Angażował się między innymi w pozyskanie środków na renowację barokowych polichromii w brzeskim kościele Podwyższenia Krzyża Świętego oraz funduszy na ratowanie kościoła pofranciszkańskiego pw. Apostołów Piotra i Pawła w Brzegu. W 2010 został uhonorowany tytułem Honorowego Obywatela Brzegu.

## Wybrane odznaczenia
- Krzyż Oficerski Orderu Zasługi Rzeczypospolitej Polskiej (1993)[2][1]